# Вигнанув (Єнджейовський повіт)
Вигнанув (пол. Wygnanów) — село в Польщі, у гміні Малогощ Єнджейовського повіту Свентокшиського воєводства.
Населення — 410 осіб (2011).
У 1975-1998 роках село належало до Келецького воєводства.

## Демографія
Демографічна структура на день 31 березня 2011 року:
|          | Загалом | Допрацездатний вік | Працездатний вік | Постпрацездатний вік |
| -------- | ------- | ------------------ | ---------------- | -------------------- |
| Чоловіки | 221     | 50                 | 153              | 18                   |
| Жінки    | 189     | 36                 | 110              | 43                   |
| Разом    | 410     | 86                 | 263              | 61                   |